# Mucuyché Campos
Mucuyché Campos, es una localidad del municipio de Bokobá en el estado de Yucatán, México.

## Toponimia
Mucuyché significa en idioma maya "árbol de la tórtola", por provenir de mucuy que significa "tórtola" (columbina tlapacoti) y "ché" que significa "árbol". Campos es un apellido español. 

## Datos históricos
- En 1921 cambia su nombre de Mucuiché a Mucuyché.
- En 1930 cambia a Mucuiché.
- En 1970 cambia a Mucuyché.
- En 2000 cambia a Mucuyché Campos.

## Importancia histórica
Tuvo su esplendor durante la época del auge henequenero y emitió fichas de hacienda las cuales por su diseño son de interés para los numismáticos. Dichas fichas acreditan la hacienda como propiedad de Mónica Contreras de Campos.

## Demografía
Según el censo de 2005 realizado por el INEGI, la población de la localidad era de 3 habitantes.
| 96                          | 153 | 163 | 44 | 51 | 59 | 18 | 1 | ? | ? | ? | ? | 3 |
| (Fuente: INEGI [Consultar]) |     |     |    |    |    |    |   |   |   |   |   |   |

## Galería

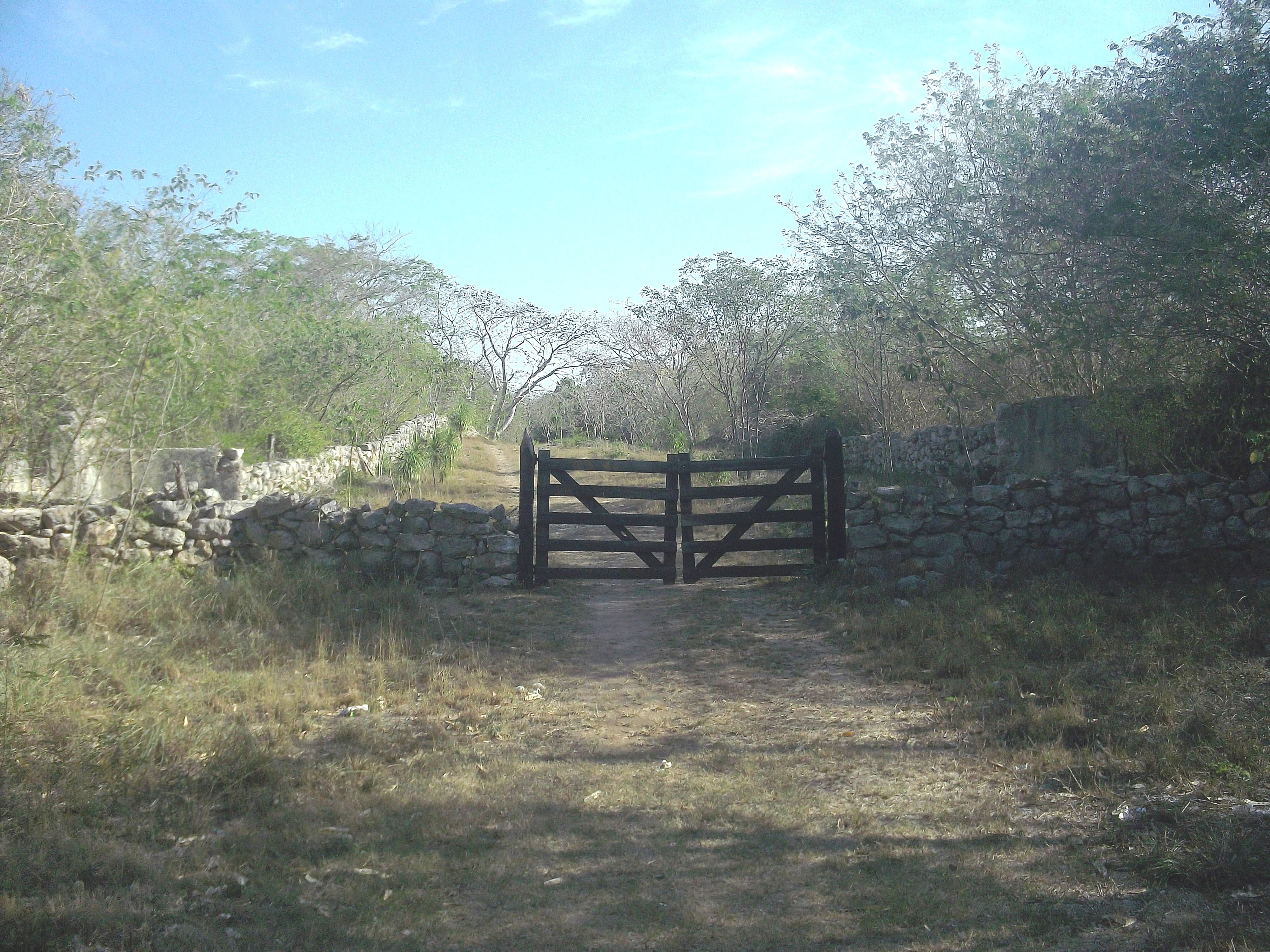
Entrada de Mucuyché Campos.
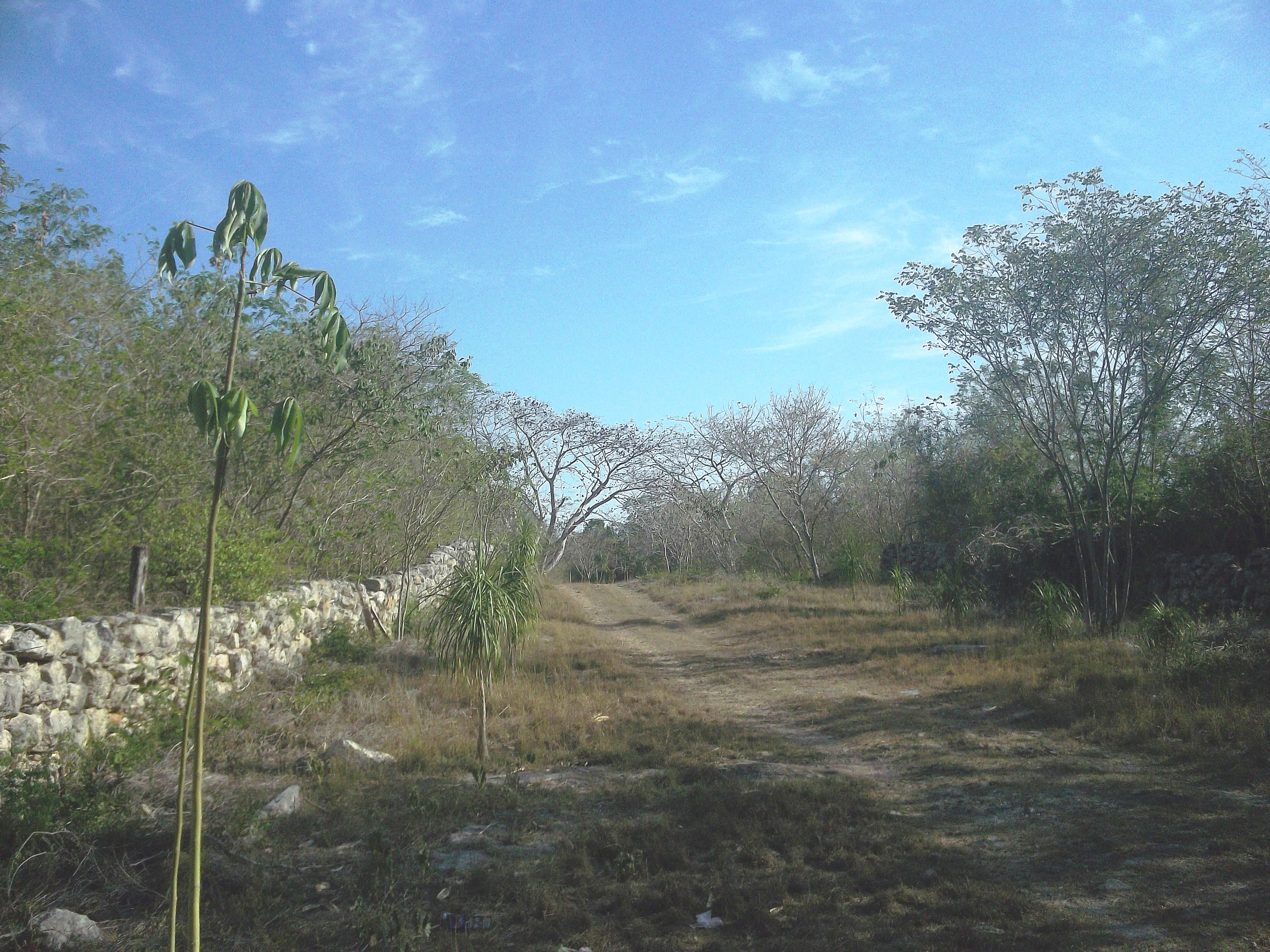
Vista de Mucuyché Campos.
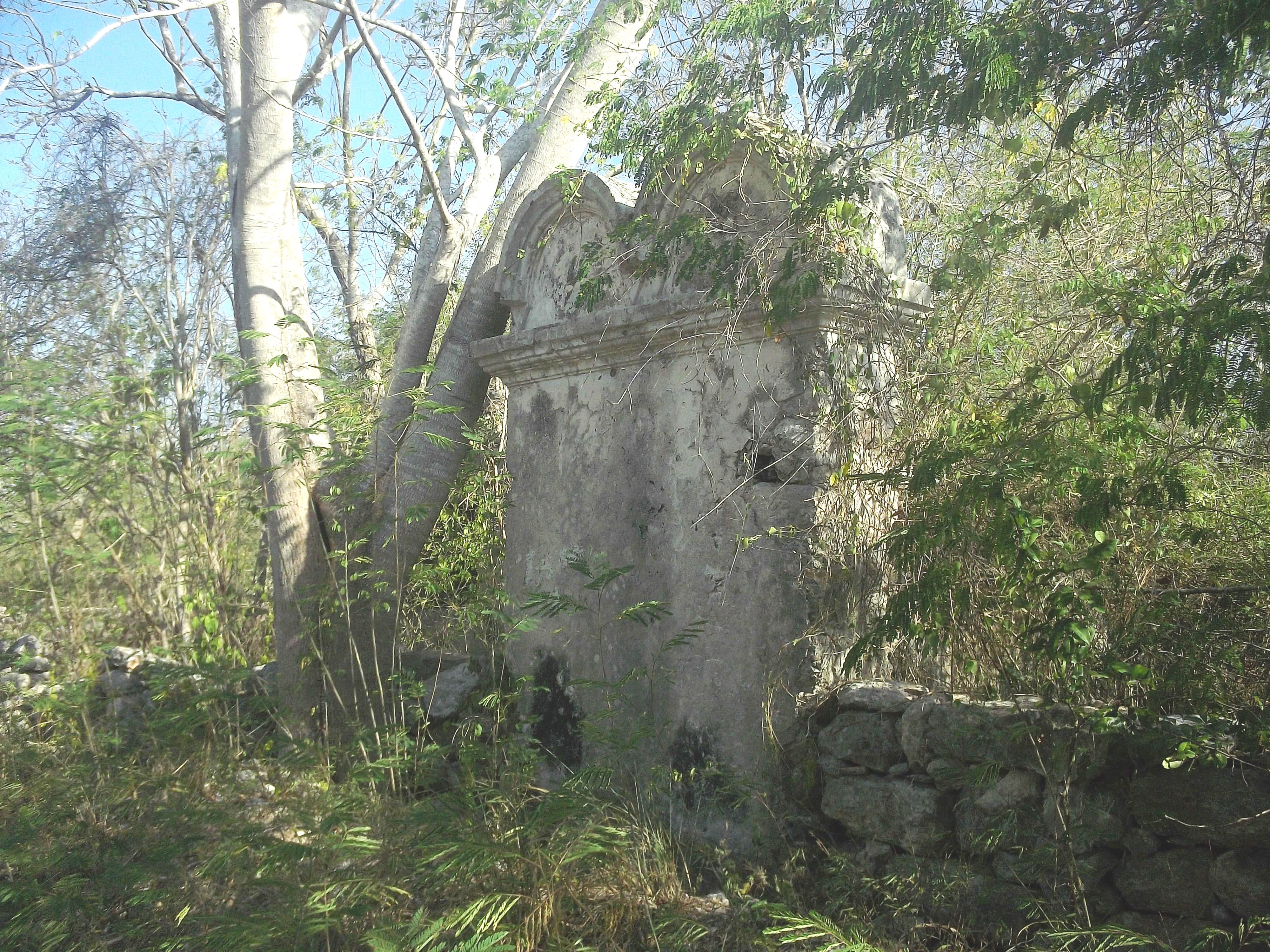
Entrada de Mucuyché Campos.